# St. Andreas (Engelsberg)

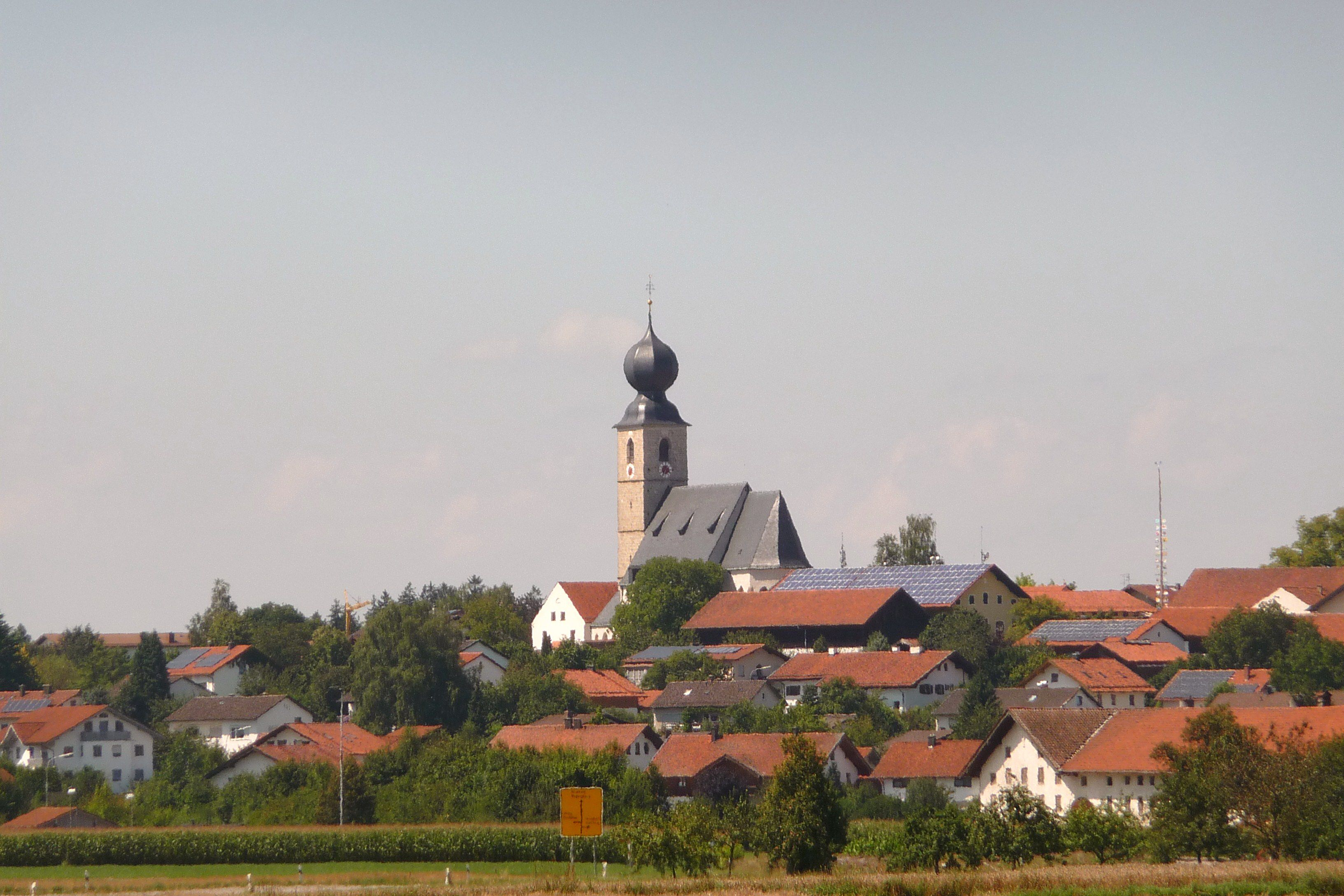
St. Andreas in Engelsberg

Die römisch-katholische Pfarrkirche St. Andreas steht in Engelsberg, einer Gemeinde im oberbayerischen Landkreis Traunstein. Das denkmalgeschützte Bauwerk ist in der Liste der Baudenkmäler in Engelsberg unter der Nr. D-1-89-115-4 eingetragen. Die Kirche gehört zum Dekanat Traunstein im Erzbistum München und Freising.

## Beschreibung
Die ringsum von Strebepfeilern gestützte spätgotische Hallenkirche aus Quadermauerwerk wurde in der Mitte des 15. Jahrhunderts anstelle einer Vorgängerkirche erbaut. Sie besteht aus dem Mittelschiff und zwei Seitenschiffen, dem Chor mit Fünfachtelschluss im Osten und der 1723/24 angebauten Sakristei an der Südwand des Chors, die mit einem Oratorium aufgestockt wurde. Der um 1506 vor der Westfassade errichtete Kirchturm ist mit einer Zwiebelhaube bedeckt. In seinem Glockenstuhl hängen vier Kirchenglocken. 
Der Hochaltar wird von den Statuen des Simon Petrus und des Paulus von Tarsus flankiert. Auf dem Altarretabel ist die Kreuzigung des Apostels Andreas dargestellt.

## Ausstattung

### Orgel

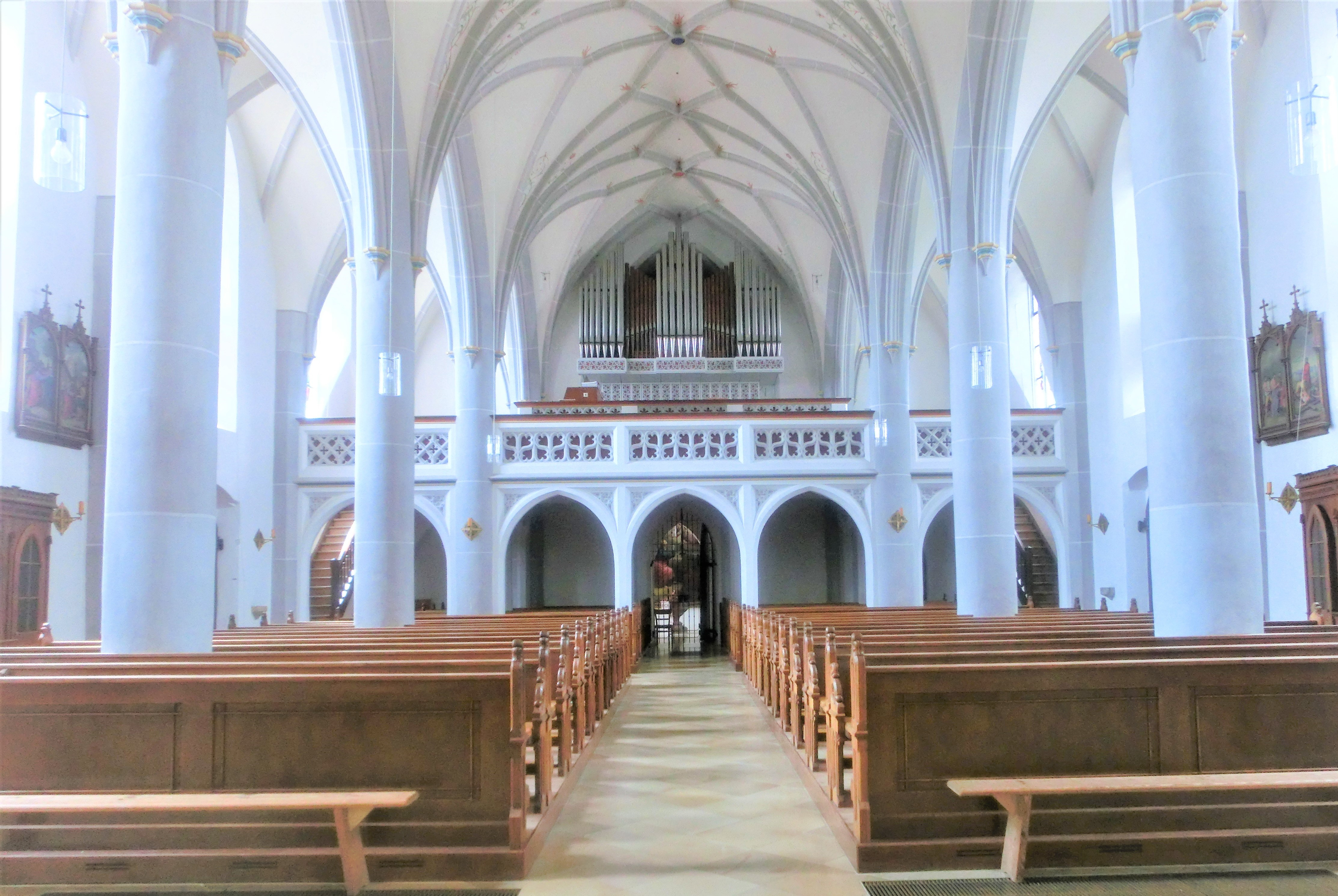
Orgelansicht Kirchenschiff

Die elektrische Schleifladen-Orgel mit 17 Registern auf zwei Manualen und Pedal mit 1202 Pfeifen wurde 1971/72 vom Orgelbauer Ludwig Wastlhuber erbaut. Sie löst eine Orgel aus dem Jahre 1870 ab, welche 1931 teilerneuert wurde, aber so gut wie unspielbar geworden war. Daher wurde am 23. Februar 1969 in einer Pfarrversammlung der Bau einer neuen Orgel beschlossen. Am 24. Juni 1972 wurde die Orgel von Heinrich Wismeyer eingeweiht. Die Disposition lautet wie folgt:
| I. Manual C–g3 |    |
| Prinzipal      | 8′ |
| Gemshorn       | 8′ |
| Oktave         | 4′ |
| Kleingedeckt   | 4′ |
| Sifflöte       | 2′ |
| Mixtur IV–V    | 2′ |

| II. Manual C–g3 |        |
| Holzgedackt     | 8′     |
| Weidenpfeife    | 8′     |
| Koppelflöte     | 4′     |
| Prinzipal       | 2′     |
| Spitzquinte     | 1 3⁄5′ |
| Zimbel III      | 1′     |
| Krummhorn       | 8′     |
| Tremulant       |        |

| Pedal C–d1     |     |
| Subbaß         | 16′ |
| Prinzipal      | 08′ |
| Choralflöte II | 04′ |
| Fagott         | 16′ |

- Koppeln: II/I, I/P, II/P

- Spielhilfen: freie Kombination, Crescendowalze Crescendo ab, Zungen ab

### Glocken
| Glocke | Gussjahr | Glockengießer                    | Masse   | Schlagton | Abbildungen/Motive                                  |
| ------ | -------- | -------------------------------- | ------- | --------- | --------------------------------------------------- |
| 1      | 1949     | Rudolf Oberascher, München       | 3970 kg | h°        | Gottesmutter Maria                                  |
| 2      | 1737     | Anton Benedikt Ernst, München    | 2150 kg | dis¹      | Dreifaltigkeit, Hl. Andreas, Hl. Georg, Hl. Norbert |
| 3      | 1792     | Johann Georg Stecher, Burghausen | 1510 kg | fis¹      | Pietá, Hl. Barbara, Hl. Josef, Hl. Michael          |
| 4      | 1737     | Anton Benedikt Ernst, München    | 750 kg  | gis¹      | Hl. Vitus & Hl. Barbara                             |